# Каміль Косовський (футболіст)
Каміль Косовський (пол. Kamil Kosowski, нар. 30 серпня 1977, Островець-Свентокшиський) — колишній польський футболіст, що грав на позиції крайнього півзахисника (лівого або правого). Відомий за виступами за клуб «Вісла» (Краків), низку закордонних клубів, а також національну збірну Польщі.

## Клубна кар'єра
Каміль Косовський народився 30 серпня 1977 року в місті Островець-Свентокшиський. Він є вихованцем місцевої футбольної команди КСЗО, пізніше продовжив виступі в юнацькій команді «Гварека» із Забже. У дорослому футболі дебютував 1996 року виступами за команду найвищого польського дивізіону «Гурник» (Забже), в якій провів три сезони, взявши участь у 64 матчах чемпіонату.
Під час сезону 1999—2000 років футболіста продали в сильніший краківський клуб «Вісла». У перший свій сезон у «Віслі» футболіст став срібним призером польської першості, а наступного сезону разом із командою став чемпіоном Польщі. У сезоні 2001—2002 Косовський разом із клубом став володарем Кубка Польщі та срібним призером першості, а в сезоні 2002—2003 років разом із командою зробив золотий дубль, вигравши чемпіонат країни та вдруге ставши володарем Кубка Польщі.
13 липня 2003 року «Вісла» віддала Косовського в оренду до німецького клубу «Кайзерслаутерн». Після двох сезонів виступів у Бундеслізі Каміля Косовського віддали в оренду на рік до англійського клубу «Саутгемптон». У сезоні 2006—2007 років футболіст знаходився в оренді в італійському клубі «К'єво», після завершення терміну якої повернувся до «Вісли». У цьому сезоні футболіст у складі краківського клубу знову став чемпіоном Польщі, хоча догравав сезон уже в іспанському клубі Сегунди «Кадіс». Його клуб зайняв лише 20 місце в чемпіонаті, та вибув до Сегунди Б.
7 липня 2008 року контракт Каміля Косовського викупив кіпрський клуб АПОЕЛ. У своєму першому матчі за новий клуб за Суперкубок Кіпру з «Анортосісом» забив гол, який став переможним для його команди. Наступні два м'ячі футболіст забив у ворота «Црвени Звезди» в попередньому раунді Ліги Європи. У наступному раунді єврокубку проти «Шальке-04» польський футболіст відзначився результативною передачею, проте це не допомогло його команді пройти німецький клуб. У сезоні 2008—2009 футболіст став разом із АПОЕЛом чемпіоном Кіпру.
У 2010 році Каміль Косовський став гравцем іншого кіпрського клубу «Аполлон», проте вже в червні 2011 року розірвав контракт із клубом.
5 липня 2011 року Каміль Косовський став гравцем ГКС (Белхатув), із яким підписав контракт на 1 рік із можливістю пролонгації ще на рік. Проте у кінці жовтня 2012 року, після програного із рахунком 0-5 матчу із варшавською «Полонією». Косовський разом із Мате Лацичем був переведений до молодіжної команди клубу. 11 січня 2013 року футболіст розірвав контракт із белхатувським клубом, а наступного дня підписав контракт із краківською «Віслою», у складі якої вже виступав раніше. У кінці 2013 року футболіст завершив виступи у професійних командах.

## Виступи за збірну
Каміль Косовський у 1998—1999 роках виступав за молодіжну збірну Польщі. 15 серпня 2001 року дебютував в офіційних матчах у складі національної збірної Польщі у матчі зі збірною Ісландії. Протягом кар'єри у національній команді, яка тривала 9 років, провів у формі головної команди країни 52 матчі, забивши 4 голи.
У складі збірної був учасником чемпіонату світу 2006 року у Німеччині.

## Після завершення футбольної кар'єри
5 березня 2015 року Каміль Косовський став спортивним директором футбольного клубу І ліги «Розвуй» із Катовиць.

## Особисте життя
Дружиною Каміля Косовського є Роксана Йонек, колишня Міс Полонія, з якою він має двох синів — Антонія та Юліана. Із першою дружиною він також має сина Александра. Його хобі є риболовля.

## Титули і досягнення
- Чемпіон Польщі (3):

«Вісла» (Краків): 2000-01, 2002-03, 2007-08
- Володар Кубка Польщі (2):

«Вісла» (Краків): 2001-02, 2002-03
- Володар Суперкубка Польщі (1):

«Вісла» (Краків): 2001
- Володар Кубка Польської Ліги (1):

«Вісла» (Краків): 2001
- Чемпіон Кіпру (1):

АПОЕЛ: 2008-09
- Володар Суперкубка Кіпру (2):

АПОЕЛ: 2008, 2009